# Інтернет у Казахстані
Інтернет Казахстану, також Казне́т (каз. Қазнет ,англ. Kaznet) — сукупність інформаційних технологій та інфраструктури, що забезпечують доступ до мережі інтернет, а також хостинг електронних ресурсів на території Казахстану, які використовують казахстанські доменні імена верхнього рівня.

## Історія
- 19 вересня 1994 року ТОО RelcomSL (Семипалатинськ) був офіційно зареєстрований національний домен верхнього рівня .kz;
- У 1997 році казахстанський сайт отримав першу міжнародну нагороду міжнародного конкурсу Business Website of 1997. Проект, що більше не існує, став одним із переможців;
- У червні 1998 року в мережі Internet з'явився перший сайт казахською мовою ― Фізико-технічний інститут МН-АН РК;
- З вересня 1998 року в Казахстані здійснюється постійна радіотрансляція через Інтернет трансляція передач Алматинського міського радіотрансляційного вузла через сервер ГЦТ Алматителеком із використанням технології RealAudio;
- 1999 року міжнародна організація IANA призначила «Казахський центр мережевої інформації» менеджером з підтримки доменного імені верхнього рівня .kz. Наприкінці 2017 року ЗМІ повідомили про завершення будівництва нового дата-центру KazNIC;
- 2004 — де-юре перехід реєстратури доменних імен .kz під управління Агенції Республіки Казахстан з інформатизації та зв'язку (АІС);
- З 1 жовтня 2005 року управлінням та регулюванням домену .kz займаються дві організації: де-факто — Казахський центр мережевої інформації (KazNIC), що відповідає за технічний бік функціонування домену, і де-юре — Казахстанська асоціація IT-компаній, у віданні якої знаходиться розробка Правил реєстрації та ідеологія розвитку національного домену;
- 17 квітня 2008 року створено АТ «Казконтент» для реалізації завдань держави у галузі формування та розвитку казахстанського сегменту мережі Інтернет, у тому числі розвиток мережевих інформаційних ресурсів, організація інформаційно-комунікаційної інфраструктури, стимулювання інвестиційної та інноваційної активності у цій сфері;
- З 12 березня 2010 року внаслідок реорганізації Агентства РК з інформатизації та зв'язку, а також Міністерства культури та інформації, створено Міністерство зв'язку та інформації, якому передано, у тому числі питання регулювання мережі Інтернет;
- 12 січня 2012 року було прийнято поправки до Закону «Про захист інтелектуальної власності Республіки Казахстан», згідно з якими передбачено покарання користувачів та власників сайтів за зберігання, обмін та розповсюдження в інтернеті неліцензійного контенту;
- 2012 рік . Введено нову доменну зону .ҚАЗ, яка використовує символи національного алфавіту. Експерти вважають, що потрібен час, і до періоду 2014—2015 років. доменна зона зрівняється за популярністю з .KZ. Однак, цього так і не сталося. За підсумками квітня 2016 року, в зоні .ҚАЗ зареєстровано лише 1096 доменних імен. У зоні. KZ — 124 тис. доменних імен .
- 2016 рік . До свого 22-річчя, тобто, 19 вересня 2016 року, ємність Казнету склала 125 411 доменів (. KZ+.ҚАЗ). Це на 2 % більше, ніж у 2015 році. За щільністю доменних імен душу населення, Казнет істотно (в 14 разів) відстає від загальносвітових метрик — всього 0,5 сайту на 100 казахстанців.
- 2022 рік. Укладено угоду між Казахстаном та Азербайджаном про прокладання альтернативного транзитного інтернет-кабелю, який пройде через Каспійське море і зв'яже Китай з Європою. Проектна ємність передачі даних становитиме не менше 4-6 Тбіт/с[2] .

## Вимірювання Казнета
Агенція Республіки Казахстан зі статистики та інші моніторингові компанії регулярно проводять дослідження інтернет-аудиторії в Казахстані. Чисельність індивідуальних користувачів Інтернету у Казахстані демонструє впевнене зростання у перші роки ХХІ століття. За даними АТ «Казконтент» у 2007 році аудиторія Інтернету становила 12,3 % від населення РК та 26,4 % від міського населення; на кінець 2010 дані цифри склали 25,7 % і 44,1 % відповідно. Статистика користувачів Інтернету за роками:
- 2000 рік — 70,000 інтернет-користувачів (0.5 %)
- 2005 рік — 400,000 інтернет-користувачів (2.7 %)
- 2007 рік — 1,247,000 інтернет-користувачів (8.5 %)
- У листопаді-грудні 2006 року кількість інтернет-користувачів становила 1,29 млн осіб.
- У вересні 2007 року кількість користувачів Інтернету в Казахстані склала 1,67 млн осіб.[3]
- На жовтень 2008 року кількість інтернет-користувачів: 2,2 мільйона або 14,8 % жителів республіки[4], за іншими даними понад 953 тис. осіб, з яких близько 473 тис. осіб користуються широкосмуговим доступом (мінімальна швидкість не нижче 256 Кбіт/с в один бік), комутованим доступом — понад 480 тис. осіб[5]
- На вересень 2009 року — 2,300,000 інтернет-користувачів (14.9 %)[6]
- На вересень 2010 року — 4,700,000. 3,1 млн абонентів мобільного доступу, 1,2 млн абонентів широкосмугового доступу (ШПД) та 0,4 млн абонентів комутованого доступу до мережі Інтернет.
- 10 січня 2011 року Kazakhstan Today передав (з посиланням на Аскара Жумагалієва), що Інтернетом у країні користуються 4,3 млн осіб (проникнення в містах на рівні 41 %)[7], проте за даними сайту internetworldstats.com Архивная копия у Казахстані — 5,3 млн інтернет-користувачів на цю дату.

Середня щоденна кількість переглядів казахстанських інтернет-ресурсів за 2011 рік становила 13.7 млн.
- На травень 2012 року — 9,500,000. Кількість інтернет-користувачів у Казахстані перевищила 9,6 млн людей.[8] .

Приріст кількості зареєстрованих доменів у 2011 році становив 10890. Усього зареєстровано доменних імен (у тому числі продовжених реєстрацій) з 2010 до 2011 року — 16890 (що на 106 % більше, ніж у 2010 році). Кількість поданих заявок на реєстрацію доменних імен з січня по листопад 2011 року в порівнянні з аналогічним періодом минулого року зросла на 35 % і склала 12 956 заявок, загальна кількість зареєстрованих доменів становила понад 65 500 (що на 24 % більше, ніж у 2010 році) . За попередніми даними, кількість користувачів мережі Інтернет на кінець жовтня 2011 року становить 6,5 млн осіб. На даний момент 13 казахстанських сайтів входять до Топ-50 відвідуваних веб-ресурсів у Казахстані за версією лічильника Webomer (що на 80 % більше, ніж у 2010 році).
| Рік  | Користувачів, тис.                        | Відсоток мешканців РК | Мобільний доступ | Широкополосний доступ (від 256 Кбіт/с) | Комутований доступ | Хостів | сайтів |
| ---- | ----------------------------------------- | --------------------- | ---------------- | -------------------------------------- | ------------------ | ------ | ------ |
| 2000 | 70                                        | 0,5 %                 | -                | -                                      | -                  | -      | -      |
| 2005 | 400                                       | 2,7 %                 | -                | -                                      | -                  | -      | -      |
| 2006 | 1 249                                     | 8,5 %                 | -                | -                                      | -                  | -      | -      |
| 2007 | 1 247 — 1 670                             | 8,5 % — 11,1 %        | -                | -                                      | -                  | -      | -      |
| 2008 | 953 — 2 200                               | 14,8 %                | -                | 473 000                                | 480 000            | -      | -      |
| 2009 | 2300 — 4700                               | 19,64 %               | 3100000          | 2 200 000                              | 400 000            | 36 028 | 6648   |
| 2010 | 986,2 тис. осіб, 26,4 % жителів (stat.kz) |                       |                  |                                        |                    |        |        |
| 2011 | 6500 — 6700                               | 39,26 %               | -                | -                                      | -                  | -      | 62 000 |

У 2012 році користувалися Інтернетом 48,94 % мешканців країни.
У березні 2013 року кількість користувачів Інтернету збільшилась до 65,6 % загального населення РК. Число абонентів стільникового рухомого зв'язку, які мають доступ до широкосмугової високошвидкісної передачі даних, становить 7053800 одиниць (41,5 % від всього населення).
З 71754 доменів, зареєстрованих на травень 2012 реально працюють не більше 25 %, що робить казахстанський контент незадовільним і змушує казахстанських користувачів збільшувати аудиторію іноземних ресурсів Згідно з даними сайту Alexa Internet, найпопулярнішим ресурсом казахстанців є портал Mail.Ru . Тим часом, за даними Liveinternet.ru (станом на кінець березня 2016), 10 ресурсів Казнета формують майже 63 % всього трафіку Казнета .
У 2014 році, тобто, у рік двадцятиліття Казнету, національна доменна ємність зросла на 20 % і становила 122 408 одиниць. За 10 років, з 2004 року, Казнет виріс майже в 50 разів. Нагадаємо, що у 2004 році у зоні. KZ було зареєстровано 2500 доменів.
За оцінкою TNS Central Asia, аудиторія Казнету на початок 2016 року досягла 63,3 % від усього населення республіки. При цьому рівень проникнення Інтернету в групі 15-24 років досяг 97 %. А у віковій групі 25-44 — 92 %.
У 2016 році вперше зафіксовано, що частка користувачів Інтернету в Казахстані, що виходять у мережу з мобільних пристроїв, стала домінувати.
Станом на 2016 року експерти констатували відтік користувачів Казнету на користь зовнішніх ресурсів: його аудиторія стрімко падає. Доменна ємність Казнета істотно відстає в частині зростання середньомірових метрик — Казнет ніяк може набрати належного прискорення.
За оцінкою Агенції зі статистики Республіки Казахстан більшість користувачів в Казахстані для підключення до Інтернету використовують мобільне широкосмугове з'єднання (близько 60 %), частку DSL-сервісів припадає більше 40 %.
Google у вересні 2016-го поширив виміри Казнета. З'ясувалося, що 65 % казахстанців є користувачами смартфонів, а 86 % казахстанських інтернет-користувачів щодня перебувають у режимі онлайн.
За підсумками 2016 року, Казахстан несподівано втратив майже 30 позицій у щорічному рейтингу The State of Broadband Міжнародного союзу електрозв'язку. Втім, з інших позицій спостерігається позитивна динаміка. Наприклад, за кількістю індивідуальних користувачів, які мають доступ до Інтернету, Казахстан піднявся на 45 позицію.
Інтернет-простір Казахстану з точки зору щільності доменних імен на душу населення істотно відстає від Росії, де цей показник становить близько 44 доменів на 1000 жителів. Стільки ж у середньому припадає на 1000 мешканців Землі. У Казнеті щільність активних доменних імен — 7,4 домену на 1000 казахстанців. Це майже в 6 разів менше, ніж у Росії. В Узбекистані на 1000 жителів припадає лише 1 домен, а в Киргизстані — 1,4. За підсумками 2017 року, ємність Казнета становила 135 808 (134 903 ― .KZ + 905 ― .ҚАЗ). Якщо порівнювати цей показник за підсумками грудня 2017-го з аналогічним періодом 2016 року, то є зростання на 6,7 % (+8573 доменів) .

## Законодавча база
Інтернет в Казахстані як складова всесвітньої мережі належить до компетенції міністерства зв'язку та інформації Казахстану, велику роль у розвитку Казнету відіграє первинний національний провайдер — Қазақтелеком і Транстелеком.
Відповідно до законодавства Казахстану всі сайти мають статус ЗМІ на підставі поправки до Закону РК від 23 липня 1999 року № 451-1 «Про засоби масової інформації», прийнятої 3 травня 2001 року, а також закону РК «Про внесення змін та доповнень до деяких законодавчих актів Республіки Казахстан з питань інформаційно-комунікаційних мереж» від 10 липня 2009 року. На основі цього всі інтернет-ресурси: веб-сайти, чати, блоги, інтернет-магазини, електронні бібліотеки і так далі прирівнюються до засобів масової інформації з відповідною кримінальною, цивільною та адміністративною відповідальністю, яку несуть традиційні ЗМІ . Будь-які ресурси, які порушують законодавство Казахстану, можуть відключатися від доступу всередині країни, незалежно від країни розміщення сервера та реєстрації домену.
З 2009 року в рамках АІЗ РК (згодом МЗІ РК) створюється служба реагування на комп'ютерні інциденти (за аналогією з аналогічними закордонними службами — CERT). Завданням нового підрозділу стане координація дій підрозділів комп'ютерної безпеки державних органів, операторів зв'язку, а також інших суб'єктів національної інформаційної інфраструктури з питань запобігання правопорушенням у сфері використання комп'ютерних та інформаційних технологій. Крім того, до його обов'язків увійде збір, аналіз та накопичення інформації про сучасні загрози комп'ютерній безпеці та про ефективність застосовуваних засобів захисту.
Адміністратором доменних імен у просторі казахстанського сегменту Інтернету є Об'єднання юридичних осіб у формі Асоціації «Казахстанська Асоціація ІТ-компаній». Реєстратором доменних імен — Установа «Казахський центр мережевої інформації» (KazNIC) .

### Блокування та цензура
Блокування сайтів можуть здійснюватися відповідно до законодавства Республіки Казахстан лише за рішенням суду у зв'язку з порушенням законодавства.
У 2007—2010 роках було заблоковано у справі сайту geo.kz 26,7 млн журналів та спільнот Живого Журналу (Livejournal) для користувачів інтернет-провайдерів Казахстану. Станом на листопад 2010 року домен ЖЖ (livejournal.com) у Казахстані повністю розблокований. Однак доступ до ЖЖ через найбільшого провайдера Казахтелеком не відновлено, за допомогою інших провайдерів інтернет-послуг доступ вільний, оскільки сайт не заблокований.
З лютого 2011 року за рішенням Сариаркінського районного суду міста Астани було блоковано блоги www.djamal.wordpress.com та www.caucase.wordpress.com як іноземні ЗМІ, продукція яких містить протиправну інформацію. Через технічну неможливість закрити окремо взяті блоги інтернет-провайдер АТ «Казахтелеком» закрив доступ до всього порталу WordPress. Наразі, починаючи з 2012 року, WordPress доступний повністю.
Після парламентських виборів блоковано сайт газети «Республіка». З 1 лютого були закриті файлообмінник Megafree.kz, казахстанські торрент-трекери Kaztorka та Megatorrents. Однак, після роз'яснення антипіратського закону казахстанські торрент-трекери відновили свою роботу.
Казнет у рейтингу «Freedom on the Net 2015» має статус «невільний», набравши 61 бал і випередивши Росію на 1 бал. Найближчими сусідами Казнета за рейтингом, окрім Росії, є Єгипет, Таїланд, Туреччина, Венесуела і Азербайджан.
У дослідженні «Freedom on the Net 2017» автори стверджують, що «свободи в Казнеті побільшало», але це кардинально не вплинуло на його позицію в рейтингу — Казнет залишається ще невільним. «Свобода в інтернеті в Казахстані побільшало в міру збільшення проникнення інтернету, хоча загальне середовище залишається репресивним для користувачів», — зауважують у Freedom House.
Восени 2015 року було заблоковано один із найстаріших казахстанських порталів Zonakz.net. Крім того, блокування зазнав ресурс Ratel.kz. Досі немає ясності щодо причин, чому вони були заблоковані. Zonakz.net був розблокований майже через 4 місяці.
У червні 2016 року протягом 2,5 години низка ресурсів Казнету була недоступною через збій на боці одного з провідних хостерів Казахстану — PS.kz. Як з'ясувалося, причиною став збій у роботі одного із центральних комутаторів.

## Інтернет-провайдери Казахстану
Казахтелеком, Оптинет, ASTEL, Alma-TV, Ducat, Beeline, Kcell, ICON, DigitalTV, Sekatel, Altel, Transtelecom, Space.kz (супутниковий інтернет) і т. д.
Загалом у Казахстані функціонують понад 30 інтернет-провайдерів різного масштабу покриття і кількості надання послуг.
У Казахстані є монопольний/дуопольний характер надання послуг зв'язку та інтернету. Так, ринок має досить чіткий поділ на такі основні сегменти:
- Домашній комутований інтернет. У великих містах відносно велика частка провайдерів другого ешелону, але в більшості населених пунктів доступний тільки національний оператор Казахтелеком.
- Домашній широкосмуговий інтернет. Практично повністю обслуговується національним оператором «Казахтелеком», частка інших провайдерів досить мала, проте деяку конкуренцію національному оператору складають провайдери — Beeline (кабельний інтернет) та Alma-TV .
- Мобільний інтернет. Практично повністю обслуговується операторами стільникового зв'язку Beeline KZ, Kcell, Tele2, Altel.
- Інтернет для корпоративних клієнтів. У цьому сегменті більша присутність провайдерів другого ешелону, що дозволяє говорити про конкуренцію.

Інтернет у Казахстані розвивається; з'являються нові компанії, які готові інвестувати в телекомунікаційну галузь Казахстану. На думку одного із провідних казахстанських інтернет-аналітиків О. Ляхова, якби в Казахстані була компанія, що надає доступ до інтернету за ціною і якістю порівнянним московським, вона неодмінно стала б одним з лідерів даного сегменту ринку.